# پیت داکتر
پیتر هانس داکتر (انگلیسی: Peter Hans Docter؛ زادهٔ ۹ اکتبر ۱۹۶۸) فیلم‌ساز و پویانمای آمریکایی است که از سال ۲۰۱۸ به‌عنوان مدیر ارشد خلاقیت پیکسار فعالیت می‌کند. او را بیشتر به دلیل کارگردانی پویانمایی‌های شرکت هیولاها (۲۰۰۱)، بالا (۲۰۰۹)، درون و بیرون (۲۰۱۵) و روح (۲۰۲۰) و به عنوان شخصیت کلیدی و همکار در پیکسار می‌شناسند. او هفت بار برای جایزه اسکار، (۳ بار برنده برای بالا و درون و بیرون و روح جایزه اسکار بهترین فیلم پویانمایی)، هفت بار برای جایزه آنی (۵ بار برنده)، یک بار برای بفتا (برنده) و یک بار برای جایزه فیلم هوچی (برنده)، نامزد شده است. او تنها کارگردانی است که برای انیمیشن ۳ اسکار برده است. وی خود را به عنوان «بچه‌ای گیک، از مینه‌سوتا که دوست دارد کارتون بکشد» توصیف کرده است.

## فیلم‌شناسی

### فیلم‌ها
| سال  | عنوان              | کارگردان | فیلم‌نامه‌نویس | مدیر اجرایی تولید | دیگر | صداپیشگی             | توضیحات                                              |
| ---- | ------------------ | -------- | ------------ | ----------------- | ---- | -------------------- | ---------------------------------------------------- |
| ۱۹۹۵ | داستان اسباب‌بازی   | نه       | داستان اولیه | نه                | آری  |                      | ناظر انیماتور، هنرمند داستان                         |
| ۱۹۹۸ | زندگی یک حشره      | نه       | نه           | نه                | آری  |                      | طرح داستان                                           |
| ۱۹۹۹ | داستان اسباب‌بازی ۲ | نه       | داستان اولیه | نه                | نه   |                      |                                                      |
| ۲۰۰۱ | شرکت هیولاها       | آری      | داستان اولیه | نه                | آری  | CDA Agent 00002      | انیماتور؛ بدون ذکر نامش                              |
| ۲۰۰۳ | در جستجوی نمو      | نه       | نه           | نه                | نه   |                      | کارشناس؛ بدون ذکر نامش                               |
| ۲۰۰۴ | شگفت‌انگیزان        | نه       | نه           | نه                | آری  | صداپیشه اضافی        | کارشناس؛ بدون ذکر نامش                               |
| ۲۰۰۵ | قلعه متحرک هاول    | نه       | نه           | نه                | آری  |                      | کارگردان: دوبله انگلیسی، نسخه آمریکایی               |
| ۲۰۰۶ | ماشین‌ها            | نه       | نه           | نه                | نه   |                      | کارشناس؛ بدون ذکر نامش                               |
| ۲۰۰۷ | راتاتویی           | نه       | نه           | نه                | آری  |                      |                                                      |
| ۲۰۰۸ | وال-ئی             | نه       | داستان اولیه | نه                | آری  | صداپیشه اضافی        | تیم خلاقیت ارشد پیکسار                               |
| ۲۰۰۹ | بالا               | آری      | آری          | نه                | آری  | کوین (بدون ذکر نامش) | انیماتور، تیم خلاقیت ارشد پیکسار؛ بدون ذکر نامش      |
| ۲۰۱۰ | داستان اسباب‌بازی ۳ | نه       | نه           | نه                | آری  |                      | تیم خلاقیت ارشد پیکسار بدون ذکر نامش در درون و بیرون |
| ۲۰۱۱ | ماشین‌ها ۲          | نه       | نه           | نه                | آری  |                      | تیم خلاقیت ارشد پیکسار بدون ذکر نامش در درون و بیرون |
| ۲۰۱۲ | دلیر               | نه       | نه           | آری               | آری  |                      | تیم خلاقیت ارشد پیکسار بدون ذکر نامش در درون و بیرون |
| ۲۰۱۳ | دانشگاه هیولاها    | نه       | نه           | آری               | آری  |                      | تیم خلاقیت ارشد پیکسار بدون ذکر نامش در درون و بیرون |
| ۲۰۱۵ | درون و بیرون       | آری      | آری          | نه                | آری  | خشم پدر              | تیم خلاقیت ارشد پیکسار بدون ذکر نامش در درون و بیرون |
| ۲۰۱۵ | دایناسور خوب       | نه       | نه           | نه                | آری  |                      | تیم خلاقیت ارشد پیکسار بدون ذکر نامش در درون و بیرون |
| ۲۰۱۶ | در جستجوی دوری     | نه       | نه           | نه                | آری  |                      | تیم خلاقیت ارشد پیکسار بدون ذکر نامش در درون و بیرون |
| ۲۰۱۷ | ماشین‌ها ۳          | نه       | نه           | نه                | آری  |                      | تیم خلاقیت ارشد پیکسار بدون ذکر نامش در درون و بیرون |
| ۲۰۱۷ | کوکو               | نه       | نه           | نه                | آری  |                      | تیم خلاقیت ارشد پیکسار بدون ذکر نامش در درون و بیرون |
| ۲۰۱۸ | شگفت‌انگیزان ۲      | نه       | نه           | نه                | آری  |                      | تیم خلاقیت ارشد پیکسار بدون ذکر نامش در درون و بیرون |
| ۲۰۱۹ | داستان اسباب‌بازی ۴ | نه       | نه           | آری               | آری  |                      | تیم خلاقیت ارشد پیکسار بدون ذکر نامش در درون و بیرون |
| ۲۰۲۰ | به پیش             | نه       | نه           | آری               | آری  |                      | تیم خلاقیت ارشد پیکسار بدون ذکر نامش در درون و بیرون |
| ۲۰۲۰ | روح                | آری      | آری          | نه                | آری  |                      | تیم خلاقیت ارشد پیکسار بدون ذکر نامش در درون و بیرون |
| ۲۰۲۱ | لوکا               | نه       | نه           | آری               | آری  |                      | تیم خلاقیت ارشد پیکسار بدون ذکر نامش در درون و بیرون |
| ۲۰۲۲ | قرمز شدن           | نه       | نه           | آری               | آری  |                      | تیم خلاقیت ارشد پیکسار بدون ذکر نامش در درون و بیرون |
| ۲۰۲۲ | لایت‌یر             | نه       | نه           | آری               | آری  |                      | تیم خلاقیت ارشد پیکسار بدون ذکر نامش در درون و بیرون |
| ۲۰۲۳ | المنتال            | نه       | نه           | آری               | آری  |                      | تیم خلاقیت ارشد پیکسار بدون ذکر نامش در درون و بیرون |
| ۲۰۲۴ | درون و بیرون ۲     | نه       | نه           | آری               | آری  | خشم پدر              | تیم خلاقیت ارشد پیکسار بدون ذکر نامش در درون و بیرون |
| ۲۰۲۵ | الیو               | نه       | نه           | آری               | آری  |                      | تیم خلاقیت ارشد پیکسار بدون ذکر نامش در درون و بیرون |
| ۲۰۲۶ | هاپرها             | نه       | نه           | آری               | آری  |                      | تیم خلاقیت ارشد پیکسار بدون ذکر نامش در درون و بیرون |
| ۲۰۲۶ | داستان اسباب‌بازی ۵ | نه       | نه           | آری               | آری  |                      | تیم خلاقیت ارشد پیکسار بدون ذکر نامش در درون و بیرون |
| ن/م  | شگفت‌انگیزان ۳      | نه       | نه           | آری               | آری  |                      | تیم خلاقیت ارشد پیکسار بدون ذکر نامش در درون و بیرون |

## جوایز

### اسکار
- نامزد بهترین انمیشن برای کارخانه هیولاها (۲۰۰۱)
- نامزد بهترین فیلمنامه غیر اقتباسی برای وال-یی (۲۰۰۸)
- نامزد بهترین فیلمنامه غیر اقتباسی برای بالا (۲۰۰۹)
- برنده بهترین انمیشن برای بالا (۲۰۰۹)
- نامزد بهترین فیلمنامه غیر اقتباسی برای درون و بیرون (۲۰۱۴)
- برنده بهترین انمیشن برای درون و بیرون (۲۰۱۴)
- برنده بهترین انمیشن برای روح (۲۰۲۰)